# Рудаево (Харьковская область)
Рудаево (укр. Рудаєве) — село Софиевского сельского совета, Близнюковский район, Харьковская область, Украина.
Код КОАТУУ — 6320686308. Население по переписи 2001 года составляет 6 (3/3 м/ж) человек.

## Географическое положение
Село Рудаево находится на правом берегу реки Большая Терновка, есть мост. На противоположном берегу расположено село Марьевка, примыкают сёла Новоселовка и Анно-Рудаево. В 2,5 км проходит железнодорожная линия Лозовая — Близнюки — Барвенково, станция Рудаево.
На некоторых картах, разных годов выпуска, сёла Новоселовка и Рудаево путают местами.

## История
- 1850 — дата основания.
- До 1923 года село являлось волостным центром Рудаевской волости Павлоградского уезда Екатеринославской губернии.[1]
- В период немецкой оккупации октября 1941-сентября 1943 годов в Близнецах и окрестностях возникла партизанская группа из тридцати местных жителей, которую возглавил коммунист В.А. Сулима. Участники этой группы установили связь с подпольной группой в селе Новосёловка и участвовали в освобождении окрестных сёл Софиевка-1, Рудаево, Раздоловка и Горжовка, совместно уничтожив 9 немецких офицеров и 58 немецких солдат и захватив вооружение, боеприпасы и военное имущество[2].

## Экономика
- Небольшой глиняный карьер.